# Duets: Re-working the Catalogue
Duets: Re-working the Catalogue è il 35º album in studio del cantautore britannico Van Morrison. È stato pubblicato il 13 marzo 2015 per la RCA Records. Prodotto da Van Morrison con Don Was e Bob Rock, consiste in canzoni precedentemente registrate da Morrison, riregistrate come duetti. L'album include interpretazioni di Bobby Womack, Steve Winwood, Mark Knopfler, Taj Mahal, Mavis Staples, Michael Bublé, Natalie Cole, George Benson, Gregory Porter, Clare Teal, P.J. Proby, Joss Stone, Georgie Fame, Mick Hucknall, Chris Farlowe, e della figlia di Morrison, Shana Morrison.
Questo è il primo album di Van Morrison per Sony Music dopo Blowin' Your Mind (Sony possiede BANG).

## Ricezione
| Recensione    | Giudizio |
| ------------- | -------- |
| AllMusic      |          |
| Rolling Stone |          |

Metacritic attribuisce all'album un punteggio di 65/100, basato su 10 recensioni, indicando che queste sono generalmente positive. Mark Deming di AllMusic l'ha definito un "album onestamente buono" in cui Van Morrison "ha scelto con intelligenza i partner per i duetti". Secondo il suo giudizio, "la voce di Van Morrison manca della potenza e della forza emotiva cui attingeva così facilmente negli anni '70, ma il suo senso del fraseggio è soul ed idiosincratico come sempre", e nonostante l'album sia "ben lontano da un trionfo, è un solido, sentito lavoro di un artista veterano che non è assolutamente vicino a gettare la spugna".
L'album ha debuttato sulla Billboard 200 in 23ª posizione, e in seconda sulla Top Rock Albums chart, vendendo 21 000 copie in una settimana. Ad agosto 2016, l'album aveva venduto 77 000 copie negli Stati Uniti.

## Tracce
1. Some Peace of Mind (with Bobby Womack) – 5:15
2. If I Ever Needed Someone (with Mavis Staples) – 3:49
3. Higher than the World (with George Benson) – 3:48
4. Wild Honey (with Joss Stone) – 6:22
5. Whatever Happened to P.J. Proby (with PJ Proby) – 3:42
6. Carrying a Torch (with Clare Teal) – 4:52
7. The Eternal Kansas City (with Gregory Porter) – 4:10
8. Streets of Arklow (with Mick Hucknall) – 4:57
9. These are the Days (with Natalie Cole) – 3:51
10. Get on with the Show (with Georgie Fame) – 4:41
11. Rough God Goes Riding (with Shana Morrison) – 4:23
12. Fire in the Belly (with Steve Winwood) – 6:40
13. Born to Sing (with Chris Farlowe) – 3:59
14. Irish Heartbeat (with Mark Knopfler) – 5:14
15. Real Real Gone (with Michael Bublé) – 4:00
16. How Can a Poor Boy? (with Taj Mahal) – 6:34